# Womrath
Womrath ist eine Ortsgemeinde im Rhein-Hunsrück-Kreis in Rheinland-Pfalz. Sie gehört der Verbandsgemeinde Kirchberg (Hunsrück) an.

## Geographie
Womrath liegt auf einem Höhenrücken des Hunsrücks südöstlich von Kirchberg. Zur Ortsgemeinde gehören der Weiler Wallenbrück sowie die Langenauer Mühle, beide im Tal des Simmerbachs gelegen.

### Nachbarorte
| Maitzborn und Kirchberg | Rödern                                      | Ravengiersburg und Belgweiler |
| Hecken                  | Kompassrose, die auf Nachbargemeinden zeigt | Mengerschied                  |
| Dickenschied            | Gehlweiler                                  | Gemünden                      |

## Geschichte
Womrath ist seit der Steinzeit besiedelt, wie Funde in der Gemarkung zeigen. Aus der Zeit von Kelten, Treverern und Römern wurden Teile einer Jupiterstatue, Schmuck, Tongefäße und Urnen aus Ton sowie Kupfer entdeckt. Die Römer bauten eine Straße durch Womrath, die die Fernstraße Trier–Bingen ab Dumnissus (heute: Denzen, Ortsteil von Kirchberg (Hunsrück)) mit dem Nahetal verband und nach Cruciniacum (heute: Bad Kreuznach) führte. 1924 wurde in 50 cm Tiefe eine gepflasterte Römerstraße nachgewiesen.
Die Gegend blieb kontinuierlich bewohnt. Ein Hofgut im Bereich von Womrath diente der Versorgung der Grafen von Sponheim. Die erste urkundliche Erwähnung findet sich am 16. Oktober 1299 in einer Einigung über rechtliche Zuständigkeiten im Bereich von Dill zwischen den Herren der Vorderen und der Hinteren Grafschaft Sponheim, die in Bad Kreuznach bzw. Enkirch saßen. Nach der Besetzung des Linken Rheinufers 1794 durch französische Revolutionstruppen wurde der Ort Teil von Frankreich. 1815 wurde er auf dem Wiener Kongress dem Königreich Preußen zugeordnet. Nach dem Ersten Weltkrieg war der Ort zeitweise französisch besetzt. Seit 1946 ist er Teil des damals neu gebildeten Landes Rheinland-Pfalz.
Bis 1931 wurde die Schule von Kindern aus Womrath, Wallenbrück und Panzweiler besucht. Das Schulhaus von 1839/40 – heute evangelisches Gemeindehaus – wurde zu 5/6 von Womrath und zu 1/6 von Panzweiler bezahlt.

## Bevölkerungsentwicklung
| Jahr | Einwohner |
| 1817 | 332       |
| 1840 | 370       |
| 1864 | 333       |
| 1905 | 288       |
| 1960 | 269       |

| Jahr | Einwohner |
| 1980 | 221       |
| 1999 | 256       |
| 2014 | 194       |
| 2022 | 193       |

## Personen

### Werner von Womrath
Im April 1287 wird aus Bacharach die Ermordung eines Werner von Womrath berichtet; die angeschwemmte Leiche wurde am Winzbach südlich von Bacharach aufgefunden und feierlich bestattet. Es wurden Gerüchte verbreitet, dass er Opfer eines gemeinschaftlichen jüdischen Ritualmordes an Karfreitag gewesen sei; Werner war angeblich bei einer jüdischen Familie in Oberwesel in Stellung. Dies führte zu Pogromen gegen Juden in Oberwesel und entlang des Mittelrhein, denen zahllose Juden zum Opfer fielen.
Trotz eines Untersuchungsprozesses 1428/29 unter der Leitung Winand von Steegs wurde Werner nie von Rom heiliggesprochen. Dennoch wurde jährlich am 19. April ein Werner-Fest begangen, bis das katholische Bistum Trier den Festtag 1963 aus seinem Festkalender entfernte, nachdem der katholische Kirchenhistoriker Erwin Iserloh die Unhaltbarkeit der christlichen Ritualmordlegende um Werner von Oberwesel nachgewiesen hatte. In Bacharach steht heute noch die Ruine der rheinromantischen Wernerkapelle. In Oberwesel hielt sich der Kult bis 1971, als die letzte Wernerprozession durch die Stadt zog. Die dortige Wernerkapelle wurde 2008 in Mutter-Rosa-Kapelle umbenannt.

### Schinderhannes
Im 17. und 18. Jahrhundert lebten Vorfahren von Johannes Bückler, genannt „Schinderhannes“, als Wasenmeister auf der Wallenbrück, einem damals sonst unbewohnten Weiler im Bereich der Womrather Gemarkung mit heute fünf Einwohnern. Der dort fließende Simmerbach bildete zu jener Zeit die Grenze zwischen der Markgrafschaft Baden und der Grafschaft Sponheim und war daher stets interessant für Menschen am Rande der Gesellschaft.

## Religion
Die heutige evangelische Kirche, wurde 1773 angelegt und von 1774 bis 1912 als Simultankirche genutzt. Seither war die Evangelische Kirchengemeinde Womrath, die zum Kirchenkreis Simmern-Trarbach gehörte, alleinige Eigentümerin. Seit der Reformation im Jahre 1557 war Womrath pfarramtlich mit der Evangelischen Kirchengemeinde Dickenschied verbunden und dem reformierten Bekenntnis verpflichtet. In Womrath wirkte von 1934 bis 1937 der im KZ ermordete Paul Schneider als evangelischer Pfarrer. 2012 wurde Womrath der Evangelischen Kirchengemeinde Dickenschied angegliedert. Derzeit sind 136 Womrather evangelisch.
Die zur Pfarrgemeinde Dickenschied gehörenden Katholiken, die rund ein Sechstel der Bevölkerung ausmachen, besitzen mit der Werner-Kapelle westlich vom Dorf ein eigenes kirchliches Gebäude. Dem Bau waren etliche Streitigkeiten um die Nutzung der Simultankirche vorangegangen. Schließlich wurde am 5. Juli 1910 ein Vertrag geschlossen. Darin wurde geregelt, dass die katholische Gemeinde eine Abfindung in Höhe von 3500 Mark für ihren Verzicht auf Rechte an der bisherigen Simultankirche erhält. Zudem vereinbarten beide Kirchen, dass die Katholiken die – nun evangelische – Kirche an jedem dritten Sonntag im Monat sowie für ihre Werner-Prozession am 19. April nutzen dürfen. Die Grundsteinlegung der Wernerkapelle fand am 16. Oktober 1910 statt, die Weihe am 2. Juli 1911.

## Politik

### Bürgermeister
Ortsbürgermeister von Womrath ist seit 2024 Sascha Schneider.
Schneiders Vorgänger als Ortsbürgermeister war Dirk Auler.

### Wappen
Blasonierung: „In Blau 3 (2:1) goldene Dornenkreuze.“

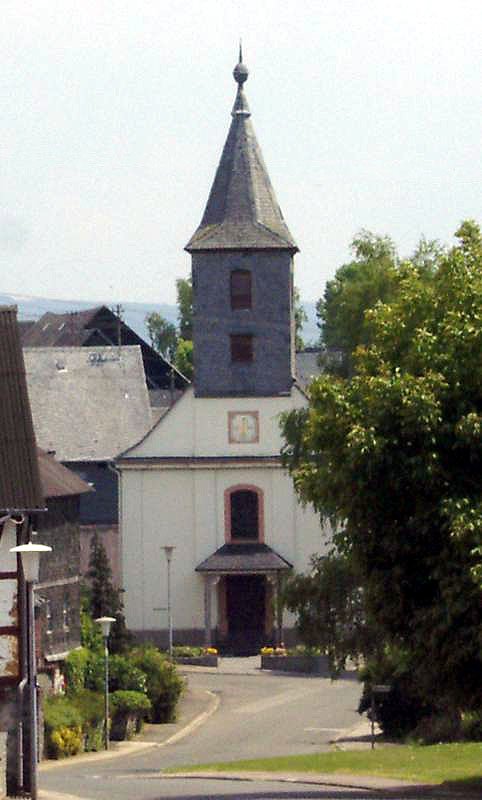
Die evangelische Kirche von Womrath
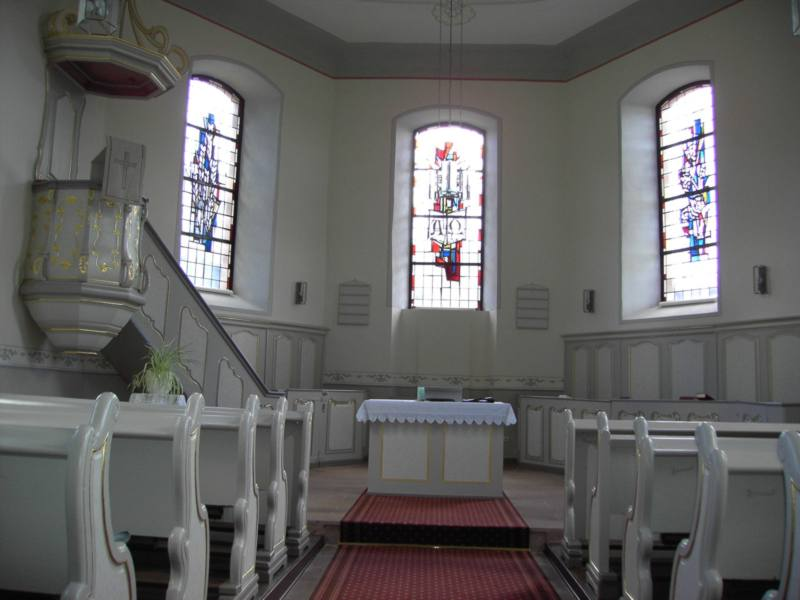
Innenansicht der ev. Kirche mit Pfarrstuhl und Presbytergestühl
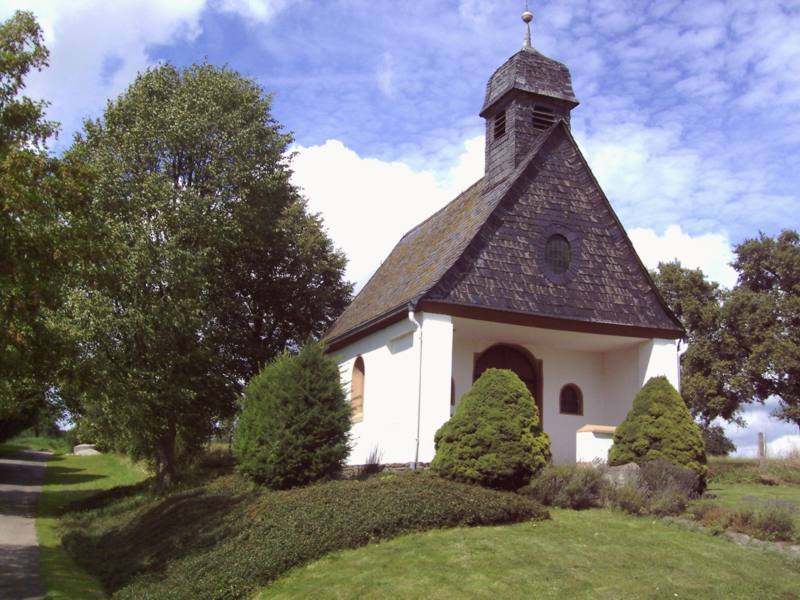
Katholische Werner-Kapelle
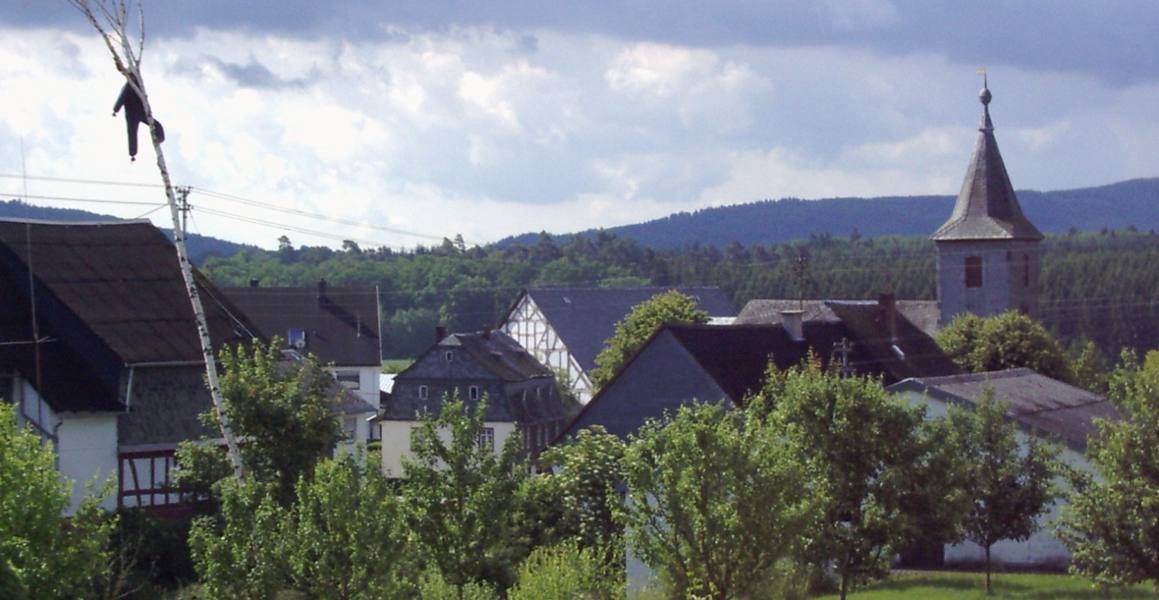
Womrath, Ansicht von Norden, mit Soonwald und Lützelsoon
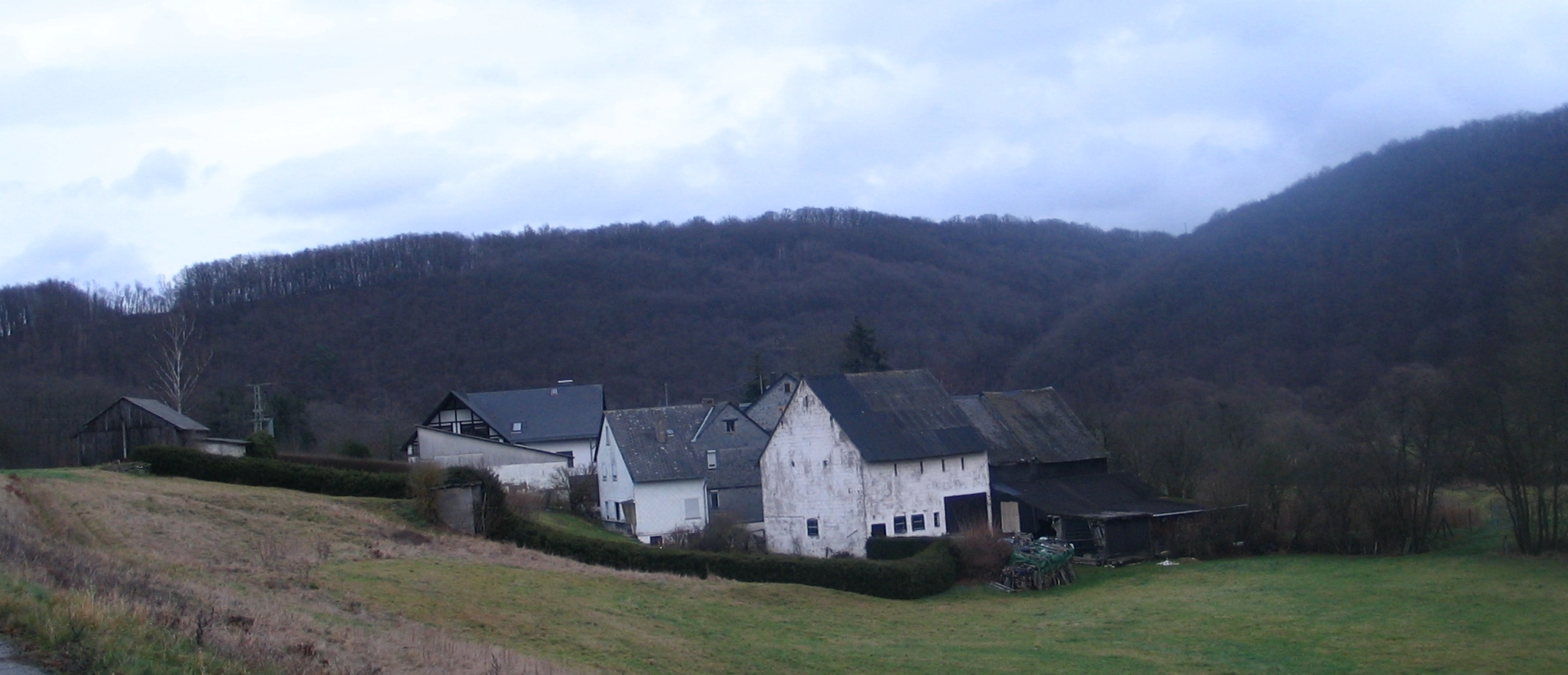
Der Weiler Wallenbrück im Tal des Simmerbachs

## Wirtschaft und Gewerbe
Die ehemals dominierende Landwirtschaft ist fast vollständig verschwunden. Ein Betrieb im Nebenerwerb sowie eine Pferdepension sind noch übrig geblieben.